# NGC 6825
NGC 6825 је галаксија у сазвежђу Змај која се налази на NGC листи објеката дубоког неба.
Деклинација објекта је + 64° 4' 24" а ректасцензија 19h 41m 54,5s. Привидна величина (магнитуда) објекта NGC 6825 износи 14,3 а фотографска магнитуда 15,3. NGC 6825 је још познат и под ознакама CGCG 324-1, 7ZW 906, PGC 63535.